# Колиър (окръг, Флорида)
Колиър каунти (на английски: Collier County) е окръг в Югозападна Флорида с окръжен център Ийст Нейпълс. Според данни на Бюрото за преброяване на населението на САЩ (USCB) от 2007 г. населението на Колиър каунти е около 315 839 души.

## История
Колиър каунти е създаден през 1923 г. Дотогава територията на Колиър каунти е част от окръг Лий каунти. Окръг Колиър каунти е кръстен на Барон Колиър (1873 – 1939) – нюйоркски магнат, който се премества във Флорида и става едър поземлен собственик. Барон Колиър се съгласява да построи жележницата Тамиами за тогавашния окръг Лий каунти, при условие че щатското събрание на Флорида ще кръсти окръг на негово име.

## География
Според данни на USCB площта на Колиър каунти е 5970 кв. км, от които 5246 кв. км. са земя, а 724 кв. км са заети от вода. Това прави Колиър каунти втория по големина окръг във Флорида след Палм Бийч каунти. В югоизточната част на окръга се намира резервата „Биг Сайпрес“. Южното крайбрежие на Колиър каунти е обхванато от северозападната част на националния парк „Евърглейдс“